# Sunkhani (Nuwakot)
Pour les articles homonymes, voir Sunkhani.
Sunkhani (en népalais : सुनखानी) est un comité de développement villageois du Népal situé dans le district de Nuwakot. Au recensement de 2011, il comptait 2 449 habitants.